# Aloe macrosiphon
Aloe macrosiphon är en grästrädsväxtart som beskrevs av John Gilbert Baker. Aloe macrosiphon ingår i släktet Aloe och familjen grästrädsväxter. Inga underarter finns listade i Catalogue of Life.